# Podhorany (Nitra)
|  | Per a altres significats, vegeu «Podhorany». |

Podhorany és un poble i municipi d'Eslovàquia que es troba a la regió de Nitra, al sud-oest del país. Compta amb una població de 1.114 habitants (2022).

## Història
La primera menció escrita de la vila es remunta al 1113.

## Demografia
| Godina             | 1994 | 2004    | 2014   | 2024   |
| ------------------ | ---- | ------- | ------ | ------ |
| Nombre de persones | 1400 | 1062    | 1095   | 1154   |
| Diferència         |      | −24,14% | +3,10% | +5,38% |

| Godina             | 2023 | 2024   |
| ------------------ | ---- | ------ |
| Nombre de persones | 1168 | 1154   |
| Diferència         |      | −1,19% |